# Петър Бачокиров
Петър Теодосиев Бачокиров (още Бачекиров, Бачикиров) е български офицер, генерал-майор, участник в Балканските войни (1912 – 1913), командир на 3-та пионерна рота от 8-а пионерна дружина през Първата световна война (1915 – 1918) и командир на 1-ви инженерен полк (1933 – 1934 и от 1935 г.).

## Биография
Петър Бачокиров е роден на 11 юни 1891 г. в Кула в семейството на капитан Теодоси Бачокиров. Малко след раждането му, баща му се уволнява от служба. През 1911 г. завършва Военното на Негово Величество училище и на 22 септември е произведен в чин подпоручик. Взема участие в Балканската (1912 – 1913) и Междусъюзническата война (1913), като след края на войните на 1 ноември 1913 е произведен в чин поручик. Служи във Военното училище.
По време на Първата световна война (1915 – 1918) поручик Бачокиров служи като командир на 3-та пионерна рота от 8-а пионерна дружина. „За бойни отличия и заслуги във войната“ е награден с Военен орден „За храброст“, IV степен, 1-ви клас и Орден „Св. Александър“, V степен, с мечове в средата. На 30 май 1917 г. е произведен в чин капитан.
След войната служи в 8-и пехотен приморски полк и на 15 март 1923 г. е произведен в чин майор. През 1925 г. е назначен на служба във 2-ра инженерна дружина, като на 1 април 1927 г. е произведен в чин подполковник. През 1930 г. е назначен на служба в Инженерната инспекция, след което от 1931 г. служи в Техническата бригада, а от 1932 г. в 1-ви инженерен полк. През 1933 г. е назначен на служба в Държавната военна фабрика, същата година поема командването на 1-ви инженерен полк, като на 6 май 1933 с. г. е произведен в чин полковник. През 1934 г. полковник Бачокиров е назначен за началник на инженерния отдел на 3-та военноинспекционна област, а по-късно е на същата длъжност в 1-ва военноинспекционна област. От 1935 г. отново поема командването на 1-ви инженерен полк. Достига до звание генерал-майор.
Генерал-майор Петър Бачокиров умира през 1975 година.

### Семейство
Петър Бачокиров е син на капитан Теодоси Бачокиров и внук на Бачо Киро.

## Военни звания
- Подпоручик (22 септември 1911)
- Поручик (1 ноември 1913)
- Капитан (30 май 1917)
- Майор (15 март 1923)
- Подполковник (1 април 1927)
- Полковник (6 май 1933)
- Генерал-майор (неизв.)

## Награди
- Орден „Св. Александър“, V степен, с мечове в средата (1921)
- Военен орден „За храброст“, IV степен, 1-ви клас